# Olof K. Gustafsson
"Olof Gustafsson" omdirigerar hit. För riksrådet, se Olof Gustafsson (Stenbock)
Olof Kyros Gustafsson, född 14 maj 1993 i Kortedala församling, är en svensk affärsman och bedragare. Gustafsson är sedan 2015 vd för Escobar Inc., ett företag registrerat i Puerto Rico som ansett sig förvalta rättigheterna till den avlidne colombianske knarkkungen Pablo Escobars namn. Escobars bror Roberto är också involverad i företaget. Den 4 december 2023 greps Gustafsson i sitt hem i Marbella i Spanien anklagad för smuggling, bedrägeri, penningtvätt och organiserad brottslighet. Gustafsson nekade inledningsvis till alla anklagelser, men efter att ha utlämnats till USA under 2025 erkände han fem åtalspunkter som del i en uppgörelse om straffbegränsning.

## Biografi
Gustafsson växte upp i Ekerö kommun, där hans far var socialdemokratiskt kommunalråd. I en intervju i Svenska Dagbladet 2010 sade han sig vilja tjäna en miljard dollar. Gustafsson var då 17 år och sade sig driva fyra företag. Hans första företag ska ha varit en nätbutik kallad Seriehyllan som han startade som 13-åring. Gustafsson flyttade till Los Angeles och ska där bland annat ha arbetat i privatlånebranschen. Kontakten med Roberto Escobar säger han sig ha fått 2014 då han ville lansera ett datorspel med Escobars namn och säkra rättigheterna till namnet, varefter han ska ha erbjudits att hantera rättigheterna. År 2015 bildades bolaget Escobar Inc. med säte i Guaynabo i Puerto Rico.
Escobar Inc. fick inkomster genom att stämma och nå förlikningar med företag som använt Pablo Escobars namn eller bild i företagsnamn, produkter och produktioner. Under 2019 började Escobar Inc. sälja mobiltelefoner med Escobars namn, men klagomålen på uteblivna leveranser blev så många att betalningsförmedlaren Klarna höll inne med utbetalningar till Escobar Inc. Andra produkter som följde var vodka, eldkastare och "fysisk kryptovaluta" – även de behäftade med klagomål, något som Gustafsson säger beror på leveransproblem under covid-19-pandemin.

### Gripande
Den 4 december 2023 greps Gustafsson i sitt hem i Marbella i Spanien. Han står anklagad för smuggling, bedrägeri, penningtvätt och organiserad brottslighet, sammanlagt  över 100 brott. Gustafsson har nekat till alla anklagelser. USA har begärt honom utlämnad, misstänkt för bedrägeri och penningtvätt i samband med Escobar Incs affärer. För att försöka undvika utlämning till USA erkände Gustafsson brott i Sverige och polisanmälde sig själv, i hopp om att han då skulle begäras utlämnad till Sverige, men åklagare lade ner ärendet. Gustafsson valde då att stämma svenska staten för att förmå den begära honom utlämnad till Sverige, men talan avvisades av Stockholms tingsrätt. En spansk federal domstol godkände begäran om utlämning till USA i juli 2024, men beslutet hade i oktober 2024 ännu inte verkställts, då  Gustafsson ansökte om asyl i Spanien och den ansökan behövde först prövas innan en eventuell utlämning kunde ske.
Den 11 mars 2025 beslutade spanska myndigheter att Gustafsson kunde utlämnas till USA den 27 mars 2025. I juli 2025 accepterade han uppgörelse med den amerikanska åklagaren som innebär att han erkänner sig skyldig till fem av 150 åtalspunkter, bland annat flera fall av bedrägeri samt penningtvättsbrott, i utbyte mot att åklagaren yrkar på högst 33 månaders fängelsestraff. Dom i målet väntas senare under 2025.

### I media
År 2021 sände Sveriges Television dokumentären Olof inc. om Gustafsson. Svenska Dagbladets poddformat Blenda gjorde 2024 en poddserie om Gustafsson kallad Hallå, det är Olof K.